# Alonso de Madri (franciscano)
Frei Alonso de Madri (c. 1485 - 1570) foi um padre franciscano, mestre da espiritualidade e escritor do espanhol ascético e místico, de grande influência a partir do século XVI. De sua vida, temos muito poucos dados seguros. Costuma-se dizer que nasceu em Madri entre 1480 e 1485, mas alguns estudiosos fazem dele galego ou Burgos. Pertenceu à Província franciscana de Castela-a-Nova ou nela passou a maior parte da sua vida religiosa, embora alguns autores digam que professou na Província de Santiago de Compostela. Deve ter entrado no noviciado por volta de 1505 e foi ordenado sacerdote por volta de 1510. Viveu algum tempo em Salamanca, onde foi confessor de Ambrosio de Morales.

## Obra
Alonso de Madri deixou vários escritos: Memorial de la vida de Cristo, Tratado de doctrina cristiana, Siete meditaciones de la Semana Santa e as duas obras que o tornaram mais famoso, traduzidas para várias línguas e repetidas em inúmeras edições, separadamente ou em conjunto: A Arte de Servir a Deus  (Sevilha, 1521) e Espejo de ilustres personas (Burgos, 1524). O Espejo pode ser considerado um complemento ou apêndice da Arte, visto que é a aplicação de sua doutrina e princípios ao setor das pessoas que, por seu estado e condição, o Padre Alonso classifica como "ilustres".
O pensamento de Alonso de Madri centra-se nestas duas obras. Nelas, ele argumenta que se no estudo da gramática e da lógica, que são artes baixas, anos e até a vida são gastos para serem perfeitos nelas, quão melhor a vida será usada para alcançar tal Arte soberana com perfeição? A obra Arte é uma das primeiras a mostrar ordenada e sistematicamente as normas da luta ascética pela conquista da perfeição e é escrita com sucesso pedagógico e discernimento psicológico. Está dividido em três partes. O primeiro propõe as advertências, meios e princípios gerais que devem guiar o serviço a Deus; a segunda é de natureza prática e fala sobre os exercícios e virtudes com os quais o objetivo deve ser alcançado; a terceira trata do amor a Deus, ao próximo e a nós mesmos, que constitui o motivo e o fim de todo combate espiritual. A Arte de Servir a Deus reúne uma doutrina tradicional dispersa e a ordena para o homem de seu tempo.
Alonso de Madri é um dos grandes teóricos do amor puro, que se alcança com a vontade e o serviço. É dele a fórmula da ação cristã: com amor e por amor, com a qual comenta a palavra de Cristo «Vem e segue-me»: «Ele quer aqui dizer a cada um e a todos que cumpramos o que está escrito para nossa doutrina, fazendo-o não só com amor, mas com amor e por amor juntamente, porque são estes os passos que Ele nos admoesta a seguir. Portanto, não basta cumprir um pouco do que está escrito, mas tudo; Não basta servir bem, agir com amor, mas com amor e por amor ... Seguir a Cristo é fazer o que Ele fez pela nossa doutrina e da maneira que Ele trabalhou, e a maneira que Ele trabalhou foi com amor e por amor, porque este é o caminho mais elevado». A "Arte de Servir a Deus"" foi comentado por Santa Teresa de Ávila:

Pode a alma neste estado fazer muitos atos para se determinar a trabalhar muito por Deus e despertar o amor; outros, para ajudar a crescer as virtudes para o que diz um livro chamado Arte de Servir a Deus, que é muito bom e apropriado para aqueles naquele estado